# Петља (филм из 2016)
Петља (енгл. Nerve) је амерички трилер филм из 2016. године у режији Хенрија Џуста и Аријела Шулмана, а написала га је Џесика Шарцер, на основу истоименог романа из 2012. који је написала Жана Рајан. У филму глуме Ема Робертс, Дејв Франко и Џулијет Луис, радња се врти око онлајн истина или изазов видео игре, која људима нуди да се пријаве као „играчи” или „посматрачи”.
Филм је премијерно приказан у СВА театру 12. јула 2016. и театрално је објављен 27. јула 2016. године, од стране Лионсгате-а. Петља је похваљен за енергичност и хемију између глумаца, и зарадио 85 милиона долара широм света у односу на буџет од 19 милиона долара.

## Радња
Средњошколка Венера „Ви” Делмонико жуди да напусти Статен Ајланд и оде на колеџ, али избегава да каже мајци зато што још увек у жалости због смрти њеног старијег брата. Њена пријатељица Сидни постаје популарна у Петљи: онлајн реалност у којој се људи пријављују или као „играчи” или плаћају да гледају као „посматрачи”. Играчи прихватају изазов који су изгласали посматрачи, покушавају да буду победници тог дана и освоје новчану награду.
Ви се због критика да није авантуриста пријављује као играч, сазнаје да се сваки изазов мора снимити телефоном играча, а зарађени новац ће бити одузет ако играч падне или одустане, и тада „цинкарош добија шавове”.
Виин први изазов је да пољуби странца у ресторану. У ресторану ће пољубити Иана, који јој открива да је и он још један играч који је изазван. Посматрачи изазивају Ијана да је одведе на Менхетн својим мотором.
Њих двоје су изазвани да на Менхетну пробају скупу одећу. Њихова одећа је украдена и посматрачи их изазивају да напусте радњу, па они беже у доњем рубљу. Када су се вратили до Иановог мотора проналазе скупу одећу коју су платили посматрачи.
Ви је изазвана да уради тетоважу коју Ијан изабере, а Ијан је изазван да вози свој мотор кроз град жмурећи, користећи Ви да управља његовим телом. Ви и Ијан постају једни од најбољих играча Петље.
Љубоморан на Вии-ну популарност, Сидни прихвата изазов да на забави пређе уз помоћ мердевина са једне зграде на другу. Сидни одустаје и елиминисана је из игре. Ви проналази Сидни са Ј. П.-ом, момком у кога је заљубљена. Ијан прихвата изазов да посвађа Ви и Сидни. Како је схватила да играчи могу да изгубе живот, Ви пријављује игру полицајцу, али јој он не верује. Као казна за откривање, сав новац са банковних рачуна њене породице нестаје. Високо рангирани играч Ти прихвата изазов да је онесвести.
Ви се буди у транспортном контејнеру на коме пише „цинкарош добија шавове”. Она бежи и проналази Иана, који јој признаје да су он и Тај играчи чији је пријатељ убијен у изазову. Када су покушали да упозоре власти, посао њихових породица, банковни рачуни и идентитети су конфисковани. Ви им се придружује у трећу категорију игре: „затвореници”. Ако затвореник успе да освоји и победи у финалној рунди, они поново добијају све.
Ви, Томи и Сидни терају Томијеве другове хакере да измене онлајн код игре, али је немогуће само угасити Петљу, јер сви телефони посматрача се понашају као дистрибуирани системи.
Ви и Ијан заузимају два места у последњем изазову, који се одржава на Батери Виду. Победник је онај који први упуца противника са пиштољем који су добили. Ијан нуди да јој препусти победу, али када и она одбије да пуца, Тај скаче из публике да заузме Ианово место и пуца у њу, и она умире у Иановим рукама.
У том тренутку, Томи и његови хакери модификују Петљин изворни код како би дешифровали имена посматрача и шаљу им поруку: „Ви сте саучесник у убиству”. Сви посматрачи се одмах одјављују, затварајући сервер и успешно завршавају игру. Ијан усмерава свој пиштољ на Таја, али Ви изненада устаје, откривајући да су она и Тај организовали њено убиство како би уплашили посматраче и довели до гашења Петље. Томијеви пријатељи враћају играчима украдени новац и идентитет. Неколико месеци касније Ви и Сидни су се помириле, Ви и Ијан су пар, а Ви уписује Калифорнија Арт.

## Улоге
- Ема Робертс као Ви, играчица Петље.
- Дејв Франко као Иан, играч Петље.
- Емили Мид као Сидни, једна од Вииних другарица.
- Мајлс Хизер као Томи, један од Вииних другова који је заљубљен у њу.
- Џулијет Луис као Ненси, Виина мама.
- Кимико Глен као Лив, Виин друг.
- Марк Џон Џеферис као Вес.
- Машин Ган Кели као Тај, Виин главни противник у игри.
- Брајан Марк као Ј. П.
- Самира Вилеј као хакер Квин, Томијев друг хакер.

## Продукција
Редитељи Аријел Шулман и Хенри Јост претходно су се бавили сличним темама у свом документарном филму Сом. Због њиховог интересовања за филмове на тему интернета, они су изјавили: „Већина ствари није црно-бела. Интернет није ни добар ни лош; то само зависи од тога како га користите”, дајући пример да игра Петља може бити и једно и друго „врло снажна игра, а то је уједно и најстрашнија ствар коју можете да замислите”. Редитељи су се залагали за ПГ-13 рангирање, а Шулман је изјавио: „Желели смо да будемо сигурни да ће га тинејџери видети. Сматрамо да има важну поруку и да ће је прихватити”, а Јост је додао: „Нисмо имали намеру да направимо брутални филм о мучењу”. У покушају да задрже рејтинг, редитељи су избацили „експлицитни изазов” који је „у крајњој линији био превише мрачан и чудан”. Филм има лакши завршетак и тему од књиге, јер се роман бави много тамнијим заплетом и завршетком. Тим је изјавио да је брза промена природе интернета утицала да тема буде тешка, с тим што је Јост такође приметио да је апликација Перископ изашла у периоду развоја филма, и назвао је „на пола пута да буде као Петља”.
У јануару 2015, објављено је да су Ема Робертс и Дејв Франко иѕабрани да глуме у филму. У априлу 2015. објављено је да се Кимико Глен придружила екипи, представљајући улогу забринуте пријатељице Еме Робертс. Истог дана, објављено је да се репер Колсон „Машин ган Кели” Бејкер такође придружио глумцима.

### Снимање
Главно снимање филма почело је 2015. године у Њујорку.  Продукција филма је закључена 5. јуна 2015. 

## Објављен
Филм је премијерно приказан у Школи Визуелних Уметности у Њујорку 12. јула, где су глумци присуствовали.  Такође је приказан 21. јула у Комик-Кону. Премијера филма је првобитно заказана за 16. септембар 2016, али је на крају био објављен 27. јула 2016. 

## Пријем

### Зарада
Петља је зарадио 38,6 милиона долара у Сједињеним Државама и Канади и 46,5 милиона долара у другим земљама, за укупни износ од 85,2 милиона долара, у односу на буџет од 19 милиона долара.
Предвиђено је да ће филм имати бруто зараду од око 10 милиона у почетном викенду и 15 милиона долара у првих пет дана од 2.538 биоскопа.  Филм је зарадио 3,7 милиона долара на дан премијере  и завршио на осмом месту на благајнама у свом почетном викенду, зарадивши 9,4 милиона долара(а за пет дана укупно 15,5 милиона долара). 

### Критике
На страници за прегледе Ротен Томејтоуз, филм је имао позитиван рејтинг од 66% на основу 133 коментара, са просечном оценом 5.7 / 10. Критичари су за филм рекли: „Петљин брзи темпо и шармантне вође помажу у превазилажењу бројних фундаменталних недостатака, завршава се као трилер погодан за тинејџере и има довољно енергије да повремено потисне његову збрканост.”  У Метакритик-у, филм има просечну оцену 58 од 100 на основу 33 критичара, што указује на „помешан или просечан резултат”. Публика коју је анкетирала СинемаСкор дала је филму просечну оцену „А-” на скали од А+ до Ф.
Скот Тобиас из Упрокса је написао: „Иако се завршава предајом игре коју покреће руља, игра(и филм) је тако паметно смишљена, Петља је редак виртуелни трилер који разуме како друштвени медији заиста функционишу и да постоје зависници који могу да се одвоје од њих.” Дејв Палмер из Рил Дила дао је филму 7/10, говорећи: „Веома је забаван. Филм заправо има неке паметне ствари за рећи о тинејџерима, њиховим телефонима и ономе што ће људи учинити да би постали популарни на интернету и то је све испоручено у малом, шареном пакету. ”
| Награде                   | Датум церемоније | Категорија          | Добитник | Резултат   | реф    |
| ------------------------- | ---------------- | ------------------- | -------- | ---------- | ------ |
| Награда по избору публике | 18. јануар 2017. | Омиљени трилер филм | Нерве    | Номинација | [ 21 ] |